# Robert Rodat
Robert Rodat (Keene, 1953) è uno sceneggiatore statunitense.
È noto soprattutto per aver sceneggiato i film L'incredibile volo, Salvate il soldato Ryan ed Il patriota. Nel 2011 è ideatore e produttore esecutivo della serie televisiva Falling Skies, trasmessa da TNT.

## Filmografia

### Cinema
- Pecos Bill - Una leggenda per amico (Tall Tale), regia di Jeremiah S. Chechik (1995)
- L'incredibile volo (Fly Away Home), regia di Carroll Ballard (1996)
- Salvate il soldato Ryan (Saving Private Ryan), regia di Steven Spielberg (1998)
- Il patriota (The Patriot), regia di Roland Emmerich (2000)
- Il ricevitore è la spia (The Catcher Was a Spy), regia di Ben Lewin (2018)
- Kursk, regia di Thomas Vinterberg (2018)

### Televisione
- The Comrades of Summer, regia di Tommy Lee Wallace - film TV (1992)
- The Ripper - Nel cuore del terrore (The Ripper), regia di Janet Meyers - film TV (1997)
- 36 Hours to Die, regia di Yves Simoneau - film TV (1999)
- Falling Skies – serie TV, episodio 1x01 (2011)
- Those About to Die – miniserie TV (2024)